# Pardon (cérémonie)
Pour les articles homonymes, voir Pardon (homonymie).
 (décembre 2021).
Motif : Les différentes informations ne sont pas nécessairement dans les sections correspondantes. Certaines sources gagneraient à être mieux exploitées (Léonard 2020 par ex.).
Un pardon est une forme de pèlerinage (chrétien catholique) principalement rencontrée en Bretagne. 
Un pardon est organisé à une date fixe récurrente, dans un lieu déterminé et est dédié à un saint précis.
Le pardon comporte une messe et une procession en extérieur vers un lieu sacré suivant un parcours déterminé. Les reliques du saint et bannières font partie de la procession. Certaines processions peuvent être particulières : certaines sont circulaires (les troménies), d'autres peuvent avoir un parcours en mer.
Ce rituel religieux (les « fêtes de l'âme » comme les décrivait l'écrivain Charles Le Goffic) est généralement accompagné de pratiques et croyances traditionnelles d'inspiration peu orthodoxe (dévotion et médecine populaires, prophylaxie du bétail, tantad, recherches de présages, etc.), de fêtes profanes (boutiques de plein vent, lutte bretonne, débit forain, jeux traditionnels) et ses plaisirs collectifs parmi lesquels, en bonne place, la danse et la musique bretonne.
Une bénédiction dédiée, en fonction du saint vénéré et des vertus qui lui sont attribuées, et à destination d'un type de personne (exemple : le pardon de Saint-Yves pour les avocats), d'animal (pardon des chevaux, pardon des bovins de Saint-Herbot, de Pluméliau) ou d'objet précis, peut être faite durant un pardon.
Parallèle aux indulgences, les pardons apparaissent au XVe siècle, connaissent un essor à partir de la Renaissance, puis perdent de leur importance au XVIIIe siècle pour renaître sous leur forme actuelle au XIXe siècle. Du fait de leur impact sur un lieu (venue de nombreux pèlerins), ils sont parfois liés à une foire, un fest-noz... ; leur attrait économique et touristique peut être important.
Le nombre précis de pardons est mal connu, le chiffre de 2000 pardons étant généralement retenu bien que la pratique soit en baisse, ou ne survive que par la fête laïque.
Les pardons ne doivent pas être confondus avec les simples pèlerinages dédiés à un ou plusieurs saints et réalisés à n'importe quelle date, tels que le Tro Breiz ou le pèlerinage de Saint-Jean-du-Doigt.

## Définition
Jean-Michel Guilcher définit le Pardon comme étant une « fête qui se tient à date fixe en un lieu consacré pour honorer et prier le saint patron du lieu » et « l’un des fondements de la vie religieuse et sociale des Bretons ».
Bernard Rio note que « la particularité du Pardon est de participer à une double culture, chrétienne et celtique, de se rattacher à un espace, la paroisse, et à un temps, la fête du saint, qui s'enracinent dans un passé à la fois mythique et historique. » Il présente en ces termes les Pardons :

« La Bretagne est le pays des Pardons. Depuis des temps immémoriaux, chaque année les hommes se rassemblent autour des six mille chapelles qui maillent le paysage et la culture de la Bretagne. Défiant les modes, ils y célèbrent huit cents saints légendaires dotés de pouvoirs mystérieux et avec lesquels ils entretiennent des relations bien particulières. Davantage qu'un pèlerinage, le Pardon breton mélange la fête religieuse et la foire profane. Les Pardonneurs se prêtent à des rites et à des pratiques que l'église a parfois mais en vain tenté d'interdire au cours des derniers siècles : triple circumambulation autour du sanctuaire, baiser des statues et des reliques, ablution aux fontaines, accolement de mégalithes, embrasement de bûchers, offrandes et invocations, chants et danses, jeux... »

— Bernard Rio, Pardons de Bretagne, éditions Le Télégramme, 2007,  (ISBN 978-2-84833-184-3)
D'après Bernard Rio, il y aurait actuellement « plusieurs milliers de pardons » en Bretagne ; le chiffre de 2000 étant avancé et retenu par l'inventaire du patrimoine culturel immatériel en France, dont 600 dans le Finistère.

## Historique

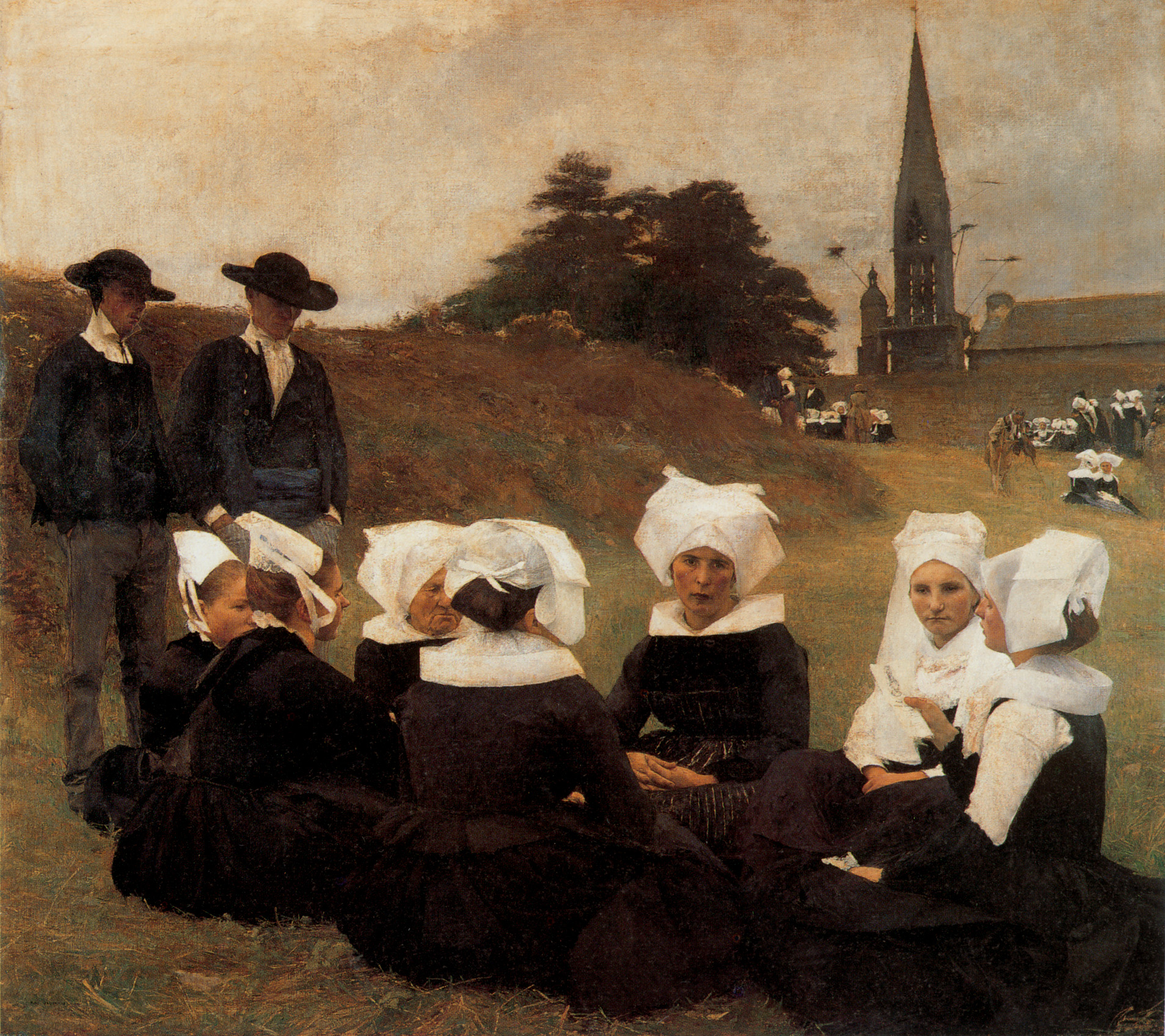
Pascal Dagnan-Bouveret : Bretonnes au pardon (1887). Il s'agit du pardon de Rumengol. Musée Calouste-Gulbenkian, Lisbonne.

Le mot « pardon » provient de l'idée de pénitence permettant de recevoir des indulgences le jour dédié au culte d'un saint. Cette idée de pardon a, au cours de la fin du Moyen Âge, donné son nom à l'événement, qui conserve sa démarche pénitentielle et votive.
c'est au XVe siècle que les pardons se développent. Les pardons sont alors dédiés à des lieux précis. La création de foires à l'occasion de pardons pouvait être soumise à autorisations au XVe et XVIe siècles du fait de leurs critiques quant à la démarche païenne ou d'ambiance de débauche, dénoncée notamment par le prédicateur Julien Maunoir au XVIIe siècle :
Au pardon de Plédéliac, « on va à deux, on revient à trois » dit le dicton.
Le pardon de la chapelle de la Trinité à Plozévet durait trois jours ; il s'achevait par une grande foire. En 1642, on rapporte la présence de 4 000 pèlerins.
Le XVIIIe siècle et la période révolutionnaire mettent à mal les pardons. La piété de la seconde moitié du XIXe siècle multiple les pardons, chaque fête patronale devant un pardon. La ferveur actuelle provient de cette époque. Jusqu'au milieu du XXe siècle, les grands pardons se déroulaient le jour consacré au saint et non un dimanche proche comme aujourd'hui.
Certains pardons ont été créés récemment, comme le pardon islamo-chrétien du Vieux-Marché, créé en 1954 ou le pardon à la Madone des Motards de Porcaro, créé en 1979.
En mai 2020 les pardons ont été inscrits à l'inventaire du patrimoine culturel immatériel en France à l'initiative de Bretagne Culture Diversité.

## Organisation

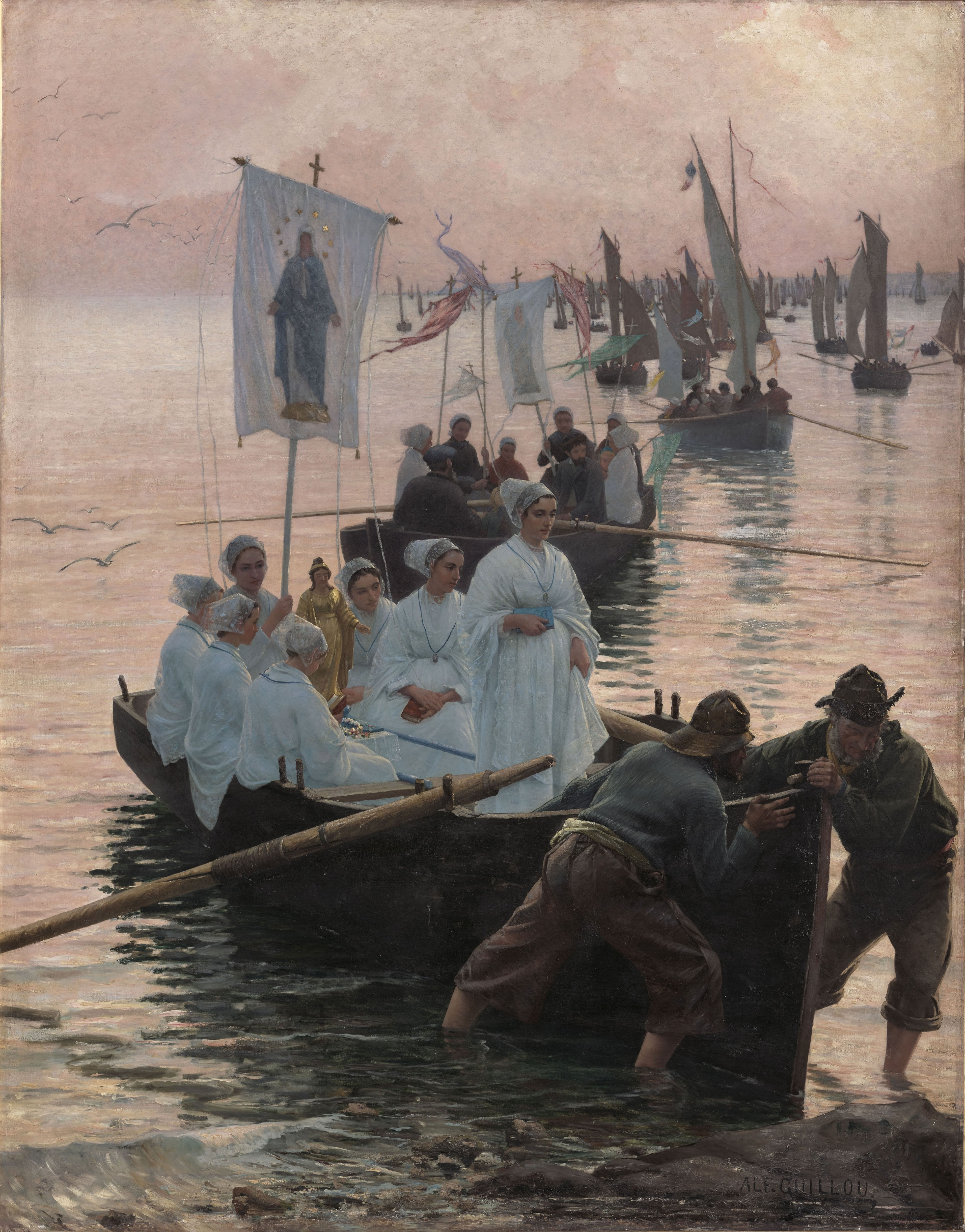
Alfred Guillou, Arrivée du pardon de sainte Anne de Fouesnant à Concarneau, 1887.

Les pardons ont souvent lieu entre mai et octobre.

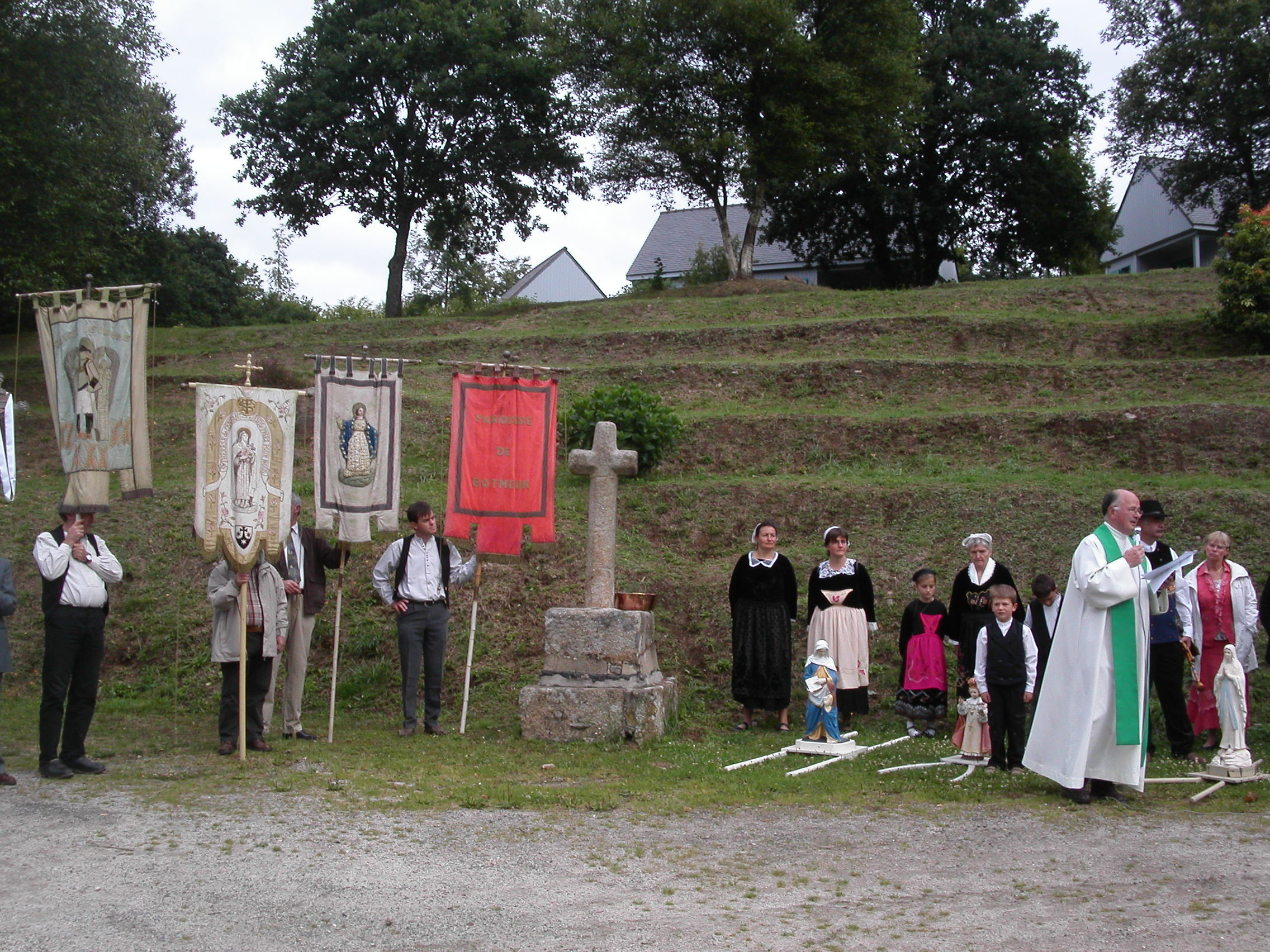
Pardon à Botmeur : après avoir quitté l'église en procession, les fidèles sont arrivés à la croix de mission.

Autrefois, et parfois encore de nos jours, les fidèles se dirigeaient à pied vers le lieu d'un pardon sous forme de pèlerinage. D'autres pardons sont très locaux, liés à un quartier ou un hameau.
Le pardon en lui-même comporte au moins une messe et une procession, trajet entre l'église et un lieu déterminé. La messe et la procession peuvent avoir à des moments différents de la journée. Des messes peuvent aussi avoir lieu la veille ou après le pardon et comprennent ou non une célébration eucharistique. Une bénédiction dédiée peut avoir lieu suivant le type de pardon.
Le lieu d'arrivée de la procession est immuable. Il est marqué ou non par une construction (calvaire, église, fontaine sacrée, menhir, route...). Ce déplacement processionnaire est un aller-retour ou est circulaire (troménie), parfois ponctué de haltes ou de petites processions circulaires (autour d'une construction, parfois répétitivement).
La procession comprend dans l'ordre une croix de procession, la bannière du saint du lieu, les croix et bannières des paroisses ou congrégations voisines puis enfin les reliques du saint, entourées par le prêtre responsable de la cérémonie et des autres religieux. La foule accompagne la procession en chantant, en français, latin ou breton.
Certains pardons voient tout ou partie de leur parcours se faire en mer, sur des bateaux décorés, tel le pardon des Terre-Neuvas à Saint-Malo qui, après s'être arrêté en 1966, a repris en 2018.

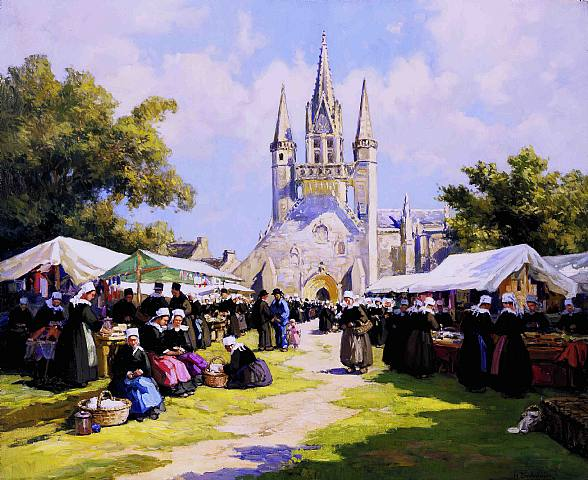
Les étals des marchands au pardon de Saint-Fiacre au Faouët (Morbihan). Tableau d'Henri Alphonse Barnoin.

La présence d'une fontaine est très fréquente. La fontaine permet aux hommes et aux animaux de se désaltérer, mais l'eau peut être bénie, notamment par immersion temporaire d'une relique, afin d'acquérir des vertus médicinales.
Rassemblements de foules, les pardons sont également l'occasion de foires (La Martyre, Kerdévot en Ergué-Gabéric, Le Folgoët) attirant des étrangers au Moyen Âge, une fête foraine, un fest-noz...
Mais globalement, la pratique est en baisse : de nos jours, certains pardons ne survivent que sous la forme d'une fête non-chrétienne : une kermesse ou une fête foraine ; cela est dû à la perte de vitesse de la pratique chrétienne, à l'exode rural ou aux néoruraux, à la baisse du nombre de bénévoles ou leur vieillissement,.
Émile Souvestre a fait, dans la première moitié du XIXe siècle, cette description synthétique des grands pardons :

« Les grands pardons durent au moins trois jours, et les paroisses voisines s'y rassemblent avec un empressement où la religion et l'amour du plaisir ont peut-être une part égale. La veille, on surcharge d'ornements les autels ; on revêt les Saints du costume du pays, on dépose à leurs pieds les offrandes qu'on peut leur faire et qu'on apporte sur un brancard entouré de rubans et de fleurs, précédé par le tambourin du village, au bruit des cloches sonnées à toute volée, et des chants de joie de la multitude. Toutes les têtes se découvrent au passage de ces offrandes qui sont, tantôt du beurre ou des œufs, tantôt des oiseaux, surtout des poules blanches. À l'issue des Vêpres, la procession sort de l'église avec ses bannières, ses croix et ses reliques, que portent sur des brancards, après en avoir acheté le droit, des hommes en bonnet blanc, en chemise de même couleur, ceints d'un ruban de couleur vive, et escortés de gardes costumés. Après les reliques, viennent les porteurs de bâtons coloriés, surmontés de divers Saints sculptés plus ou moins artistement, puis une multitude d'enfants avec des clochettes qu'ils agitent de toutes leurs forces. Quand la procession est arrivée à la croix du cimetière, le vieillard le plus vénérable prononce, au pied de la croix, la prière pour les morts et la rénovation des promesses du baptême. Après cette procession, des pauvres accourus à la fête font, moyennant un prix débattu, le tour de l'église à pied ou à genoux, en récitant le chapelet. »

## Types de pardons
La Bretagne compterait 1200 pardons, la plupart locaux.

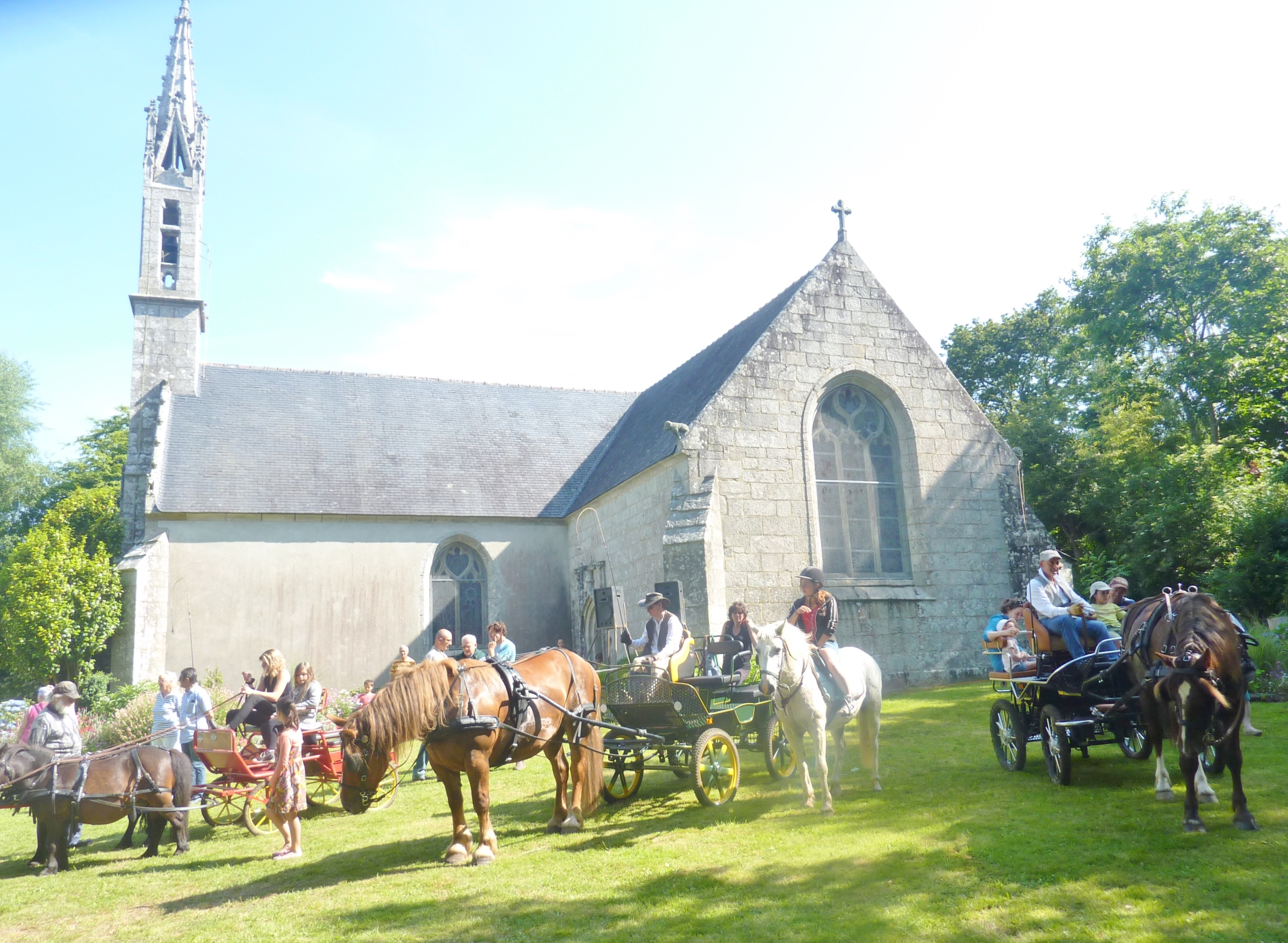
Clohars-Fouesnant : chapelle du Drennec, le pardon des chevaux.

Les pardons ont une taille différente suivant le saint et la zone d'influence de celui-ci, allant du pardon à un saint vénéré dans un endroit unique aux grands pardons liés aux saint principaux de Bretagne (saint Yves, sainte Anne, Notre-Dame). Le plus grand est celui de sainte-Anne-d’Auray avec 15 000 à 20 000 participants pour le pardon, et 500 000 et 700 000 visiteurs du sanctuaire par an.

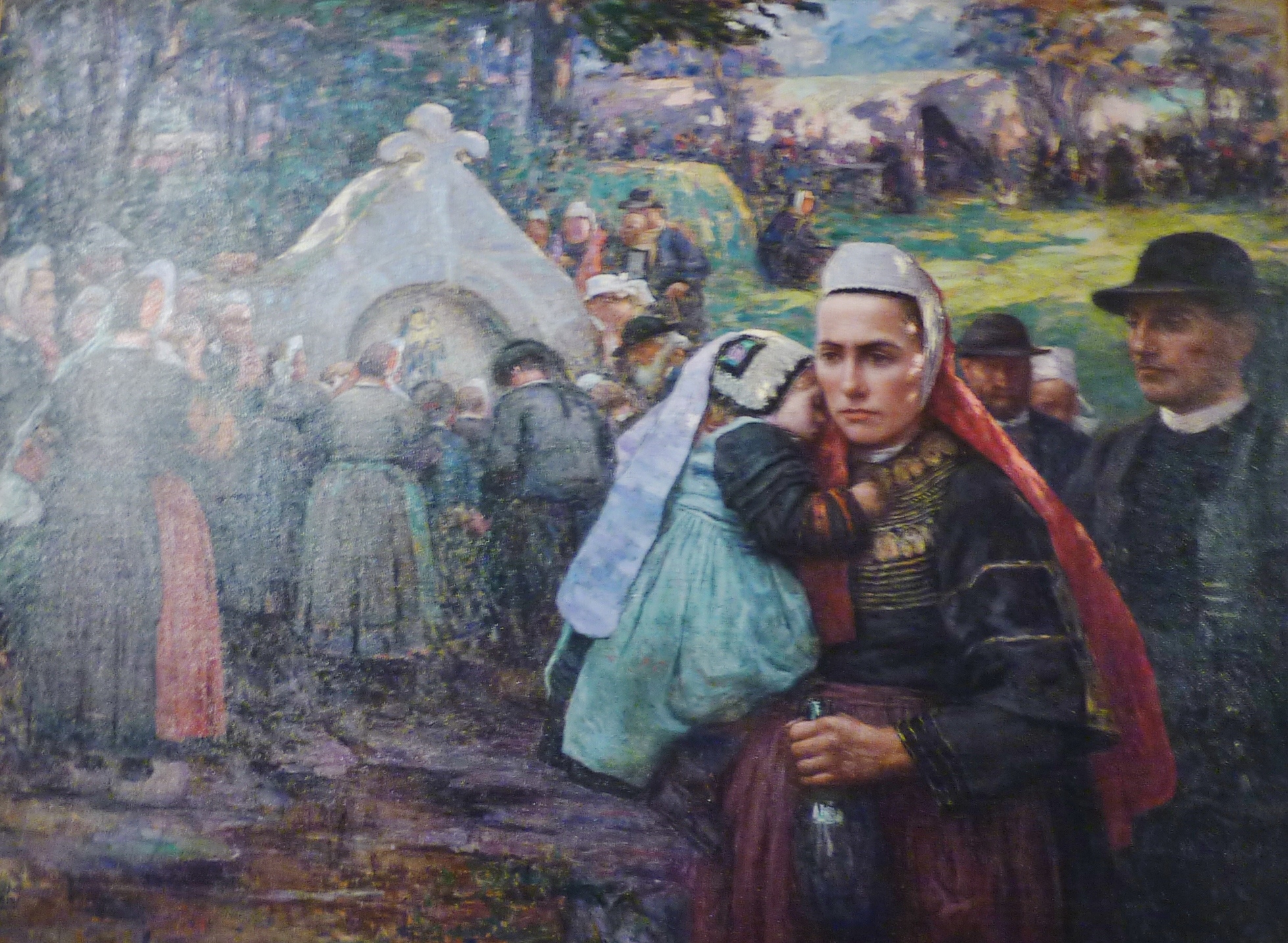
Henri Guinier : La fontaine miraculeuse, pardon des aveugles, chapelle de La Clarté à Combrit (Pays Bigouden) (1914, musée départemental breton de Quimper).

La finalité des pardons peut aussi influencer la fréquentation. Certains pardons sont en effet réputés pour telle ou telle vertu miraculeuse ou telle ou telle dévotion et font l'objet de rites précis : 
- rites liés aux personnes :
  - des malades afin de conjurer leur maladies, par exemple au pardon de Notre-Dame de Rumengol[6] ;
  - des corporations, comme celle des avocats au pardon de saint Yves à Tréguier[6].
- rites liés aux animaux : 
  - nombreux pardons aux chevaux[6] ;
  - imploration pour préserver les vaches de la maladie. À Saint-Herbot, les agriculteurs font un dépôt conjoint sur les autels de la chapelle de queues de vaches et de mottes de beurre[6] ;
  - pardons des oiseaux : le plus célèbre fut le pardon de Toulfoën, mais il en a existé d'autres comme ceux de la chapelle Saint-Barnabé à Plourhan[18], des chapelles Saint-Jean de Plougastel-Daoulas et de Saint-Vougay[19].
- bénédiction d'objets :
  - bénédiction des bateaux au pardon de Saint-Jacques, à Locquirec[9] ;
  - bénédiction de motos lors du pardon à la Madone des Motards de Porcaro, créé en 1979[9] ;
  - pardon des camping-caristes à Malestroit[4]
  - depuis 2012, un pardon des surfeurs est organisé à la chapelle de Tronoën[20].

Il existe un pardon inter-religieux, le pardon islamo-chrétien du Vieux-Marché, créé en 1954.
De nos jours, c'est plus la ferveur d'un rassemblement ou le maintien d'une tradition qui motive les participants d'un pardon, plus que la foi. Sur la côte bretonne, plusieurs pardons maritimes ont perdu leur aspect religieux pour devenir des fêtes populaires mêlant chants, danses, défilés, etc., comme le pardon des Terre-Neuvas à Saint-Malo ou bien le pardon des Islandais à Paimpol.
Les pardons mud ("muets") sont plus rares : les fidèles doivent observer le silence. « Arrivés à la chapelle, ils doivent en effectuer trois fois le tour, dans le sens des aiguilles d'une montre et, contrairement aux autres pardons, aucun prêtre n'officie » ; de tels pardons existent encore, par exemple à Ty Mamm Doué en Quimper et à Kerdévot en Ergué-Gabéric ; cette coutume remonterait aux cultes celtiques antérieurs au christianisme.
Les troménies sont des pardons dont le parcours est circulaire, passant par différentes étapes. La plus célèbre est celle de Locronan, avec tous les ans la « petite troménie » (4 kilomètres) et tous les six ans la « grande troménie » (12 kilomètres) durant laquelle les fidèles se succèdent pendant une semaine.

## Descriptions de pardons
(14 juillet 2016).

### La piété
Cette description d'un pardon date de 1894 : « Tous les villages, en Bretagne, ont leurs pardons, et non point tous les villages seulement, mais toutes les chapelles, tous les oratoires et quelquefois jusqu'aux simples calvaires eux-mêmes. Le Braz raconte qu'en allant en voiture de Spézet à Châteaulin, il vit, sur le bord du canal, à l'endroit où la route franchit l'Aulne, une grande foule assemblée : "Que fait-là tout ce monde ?" demanda-t-il au conducteur. "C'est le pardon de Saint-Iguinou" lui répondit-on. il chercha des yeux la chapelle, il ne la vit pas. Il y avait seulement, en contrebas du pré, une fontaine que voilaient de longues lianes pendantes et, un peu au-dessus, au flanc du coteau, dans une excavation naturelle en forme de niche, une antique statue sans âge, presque sans figure, un bâton dans la main, dans l'autre un bouquet de digitales fraîchement coupées. Nul emblème religieux, pas l'ombre d'un prêtre. Le recueillement cependant était profond. C'étaient les fidèles eux-mêmes qui officiaient… ».

### Exemples de déroulements de pardons
Tancrède Martel fait en 1897 cette description du pardon de Plougastel-Daoulas:
Georges Philippar a décrit ainsi le pardon de Sainte-Anne à Fouesnant pendant la Première Guerre mondiale dans un texte daté du 28 juillet 1918 :

« Comme de coutume, on est venu de loin, en voiture, à pied, voire (sic) en bateau, de Concarneau et de Rosporden, de Bénodet et de Quimper, d'Elliant et de Clohars, de Saint-Evarzec et de Pont-l'Abbé, de Melgven et de Perguet, de Mousterlin et de Saint-Ivy ; mais cependant c'est la guerre, l'affluence est moins considérable que jadis. (...) Tout autour, grand concours de peuple, véritable foule qui se presse, et parfois se bouscule légèrement. Beaucoup de beaux costumes bretons. Les couleurs foncées dominent naturellement. Les cols et les coiffes, avec leurs rubans variés, font des taches blanches, claires ; les tabliers relèvent l'ensemble de leurs notes gaies. Les hommes ont maintenant des coiffures bien différentes de celles d'autrefois. Elles ne s'ornent plus de rubans de velours pendant par derrière sur les épaules. La calotte, particulièrement haute, de ces chapeaux nouveau style, est ceinte de velours noir plis haut encore, rehaussé d'une boucle d'argent. Beaucoup d'enfants. (...). »

### Pardons des chevaux et des bovins

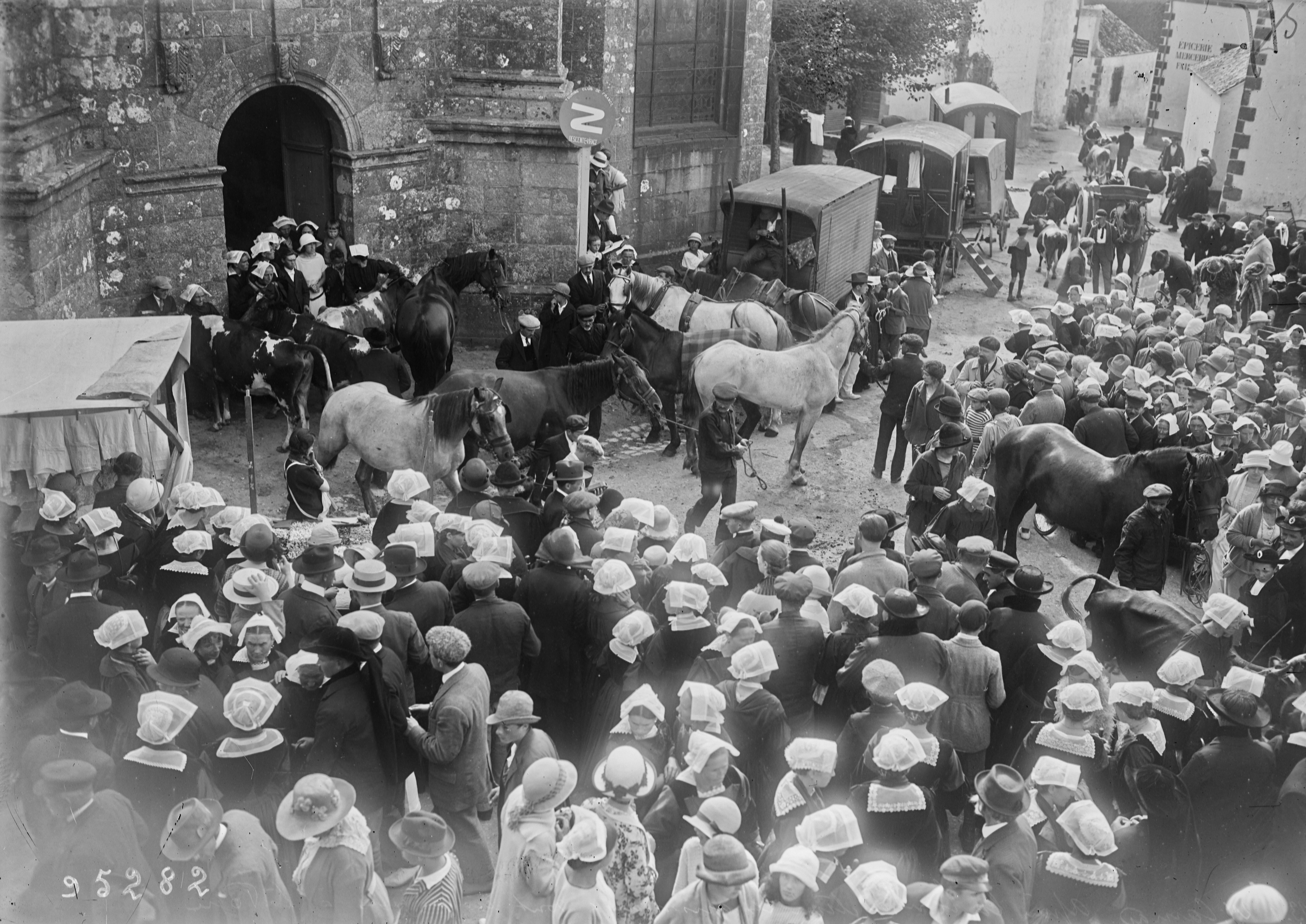
Carnac : bénédiction des animaux lors du pardon devant la statue de saint Cornély (église Saint-Cornély), en 1924.

Les pardons des chevaux ont comme saint patron saint Éloi à Quistinic, Guiscriff, Guidel, Louargat, Saint-Péver, Plérin, Bothoa, Ploudaniel, Plougastel-Daoulas, Montauban-de-Bretagne ; saint Alar à Paule, Plouarzel, Plozévet, Lanhouarneau, Landébia ; saint Télo à Landeleau ; saint Hervé à Gourin, Pédernec ; saint Gildas à Penvénan ; saint Salomon à Plouyé. Les pardons des chevaux changent donc de saint patron selon les paroisses.
Le journal La Croix du 12 avril 1940 décrit ainsi les "pardons aux chevaux" :

« Cornouaille, Poher, Léon, Tréguier, Goëlo, Vannes ont leur "pardons de chevaux", anciens ou de création plus récente comme Baye, Guilligomarc'h. Mais que ce soit à Saint-Hervé en Gourin, à Ploudaniel et Brélès en Léon, à l'île Saint-Gildas face à Penvenan en Trégor où les cavaliers à marée basse rivalisent de vitesse pour y accéder, entrant parfois à cette fin dans le flot à peine retiré (de même qu'à l'île Saint-Maudez), à Saint-Gildas de Carnoët en pays carhaisien, à Guiscriff où sont offerts en ex-votos de petits chevaux de bois, à Merlevenez, au Drennec en Clohars-Fouesnant, ou tout autre lieu sacré, le coup d'œil, dans le matin printanier, estival ou même automnal, bien que l'époque la plus généralisée soit la Saint-Jean d'été, est des plus curieux, de ces pèlerins d'un genre spécial accourant nombreux, par centaines, des fermes et des villages. Ils arrivent à nu, bien étrillé, un flot de ruban à l'œillère, la queue tressée avec paille et ruban ou « caparaçonnés de dentelles, de guipures blanches posées sur des transparents de couleur ».  Ainsi les décrit à Merlevenez Madeleine Desroseaux dans Bretagne inconnue. En Poher, la couverture du lit de laine verte fait tous les frais. Généralement ces chevaux sont montés : gars solides et décuplés du Léon, plus trapus de Cornouaille, petits et maigres de la Montagne, nerveux et fins de Vannes, tous vêtus « hier » encore de leur costume national : bleu (glazik) richement brodé, noir garni de larges velours ou sobre de tout ornement, ainsi qu'en Poher. »

« Où que se déroule le pardon, le rite diffère peu, du moins dans sa forme essentielle. Le premier soin des cavaliers est de faire opérer à leurs bêtes trois fois le tour de l'église ou de la chapelle en marchant contre le soleil, « a eneb an heol », les dirigeant donc par le côté de l'Évangile pour finir par celui de l'Épître, sens différent des processions ordinaires. Selon la dévotion du lieu, ce rite a été précédé, de la part du maître de l'animal, d'une offrande au saint patron : quelques pièces de monnaie, une poignée de crins, une queue entière. Ces crins seront ensuite vendus aux enchères, au profit de l'église. »

« Voici venu le moment de se rendre à la fontaine. Le trajet s'effectue librement ou en procession. La pieuse cavalerie est alors précédée, ou suivie, selon la coutume de l'endroit, des croix et bannières que, seuls, à l'exclusion des femmes, les hommes ont le privilège de porter ce jour-là. Quelquefois le tambour précède le cortège comme à Naizin, pour de rendre aux trois fontaines de Saint-Côme, Saint-Damien et de la Vierge. Il serait oiseux d'insister sur le pittoresque de ce défilé où chevaux de races et d'usages différents, suivant le travail auquel ils sont soumis, trait ou selle, et la contrée d'où ils viennent, souvent de loin, manifestant chacun d'après son caractère, ses habitudes ou son absence de discipline. (...) Enfin on arrive à la fontaine. (...) De vieilles femmes y sont déjà à leur poste  : elles ont descendu les degrés, et par-dessus le muretin de pierre courant, à l'ordinaire, autour du bassin, présentent aux cavaliers, contre menue monnaie, des écuelles pleines d'eau qu'ils déversent sur le dos, la croupe, les jambes, la poitrine, les oreilles de leurs destriers, en priant saint Éloi, le grand patron des chevaux.  Ainsi que tout à l'heure autour du sanctuaire, c'est maintenant autour de la fontaine que se feront les trois tours rituels, toujours à l'encontre du soleil. Les prescriptions du pèlerinage accomplies, les bonnes bêtes prennent, en sens inverse, le chemin du retour pour la bénédiction qui va leur être donnée sur le placître même de l'église. »

Des « pardons de bovins » existaient également :
Le journal La Croix fait en 1940 cette description du « pardon aux bovins » de Saint-Herbot:

« Saint Herbot, patron du lieu, ne se doit pas seulement de protéger les bovins, pour la prospérité desquels, au jour du pardon, sont déposées en offrande les queues de ses clients sur une table de pierre placée, à cet effet, à gauche de l'autel. Ces queues, de même que les bêtes offertes au saint, en tout ou partie, sont vendues aux enchères au profit de la chapelle. Le bon saint, couché dans sa robe monacale, sur son tombeau de granit, les pieds s'appuyant à un lion de pierre, doit encore veiller au produit des laitières et leur procurer du beurre, en qualité et quantité. Voici la traduction littérale d'une formule dont nous ne garantissons pas l'orthodoxie, mais réputée propre à obtenir beaucoup de crème, moyennant que sa récitation se fasse en même temps que la traite. »

 Seigneur saint Herbot béni

 Du fond du cœur je vous prie

 De répandre votre bénédiction sur le lait que je traie

 Pour que s'élève beaucoup de crème

 À contenter mes bourgeois

 Et à la fin de l'année

 Je vous promet un veau…
Saint Cornély et saint Ronan étaient aussi invoqués pour les bovins.
Lors du pardon de saint Éloi à Quistinic, le prêtre récite la prière traditionnelle suivante :

« Seigneur, notre Dieu, que ces chevaux que protège saint Éloi, et les bovins que protège saint Cornély, les agneaux que protège saint Jean-Baptiste, les brebis que protège saint Drogon, les chiens de chasse que protège saint Hubert, les porcelets que protège saint Antoine, les coqs que protège saint Gall. et les chats que protège sainte Gertrude reçoivent ta bénédiction ; et que les personnes qui possèdent ces animaux, en tirent profit, les font travailler ou dont ils sont les compagnons... et que toutes les personnes présentes reçoivent ta bénédiction. »

### L'ivresse et les débordements lors des pardons

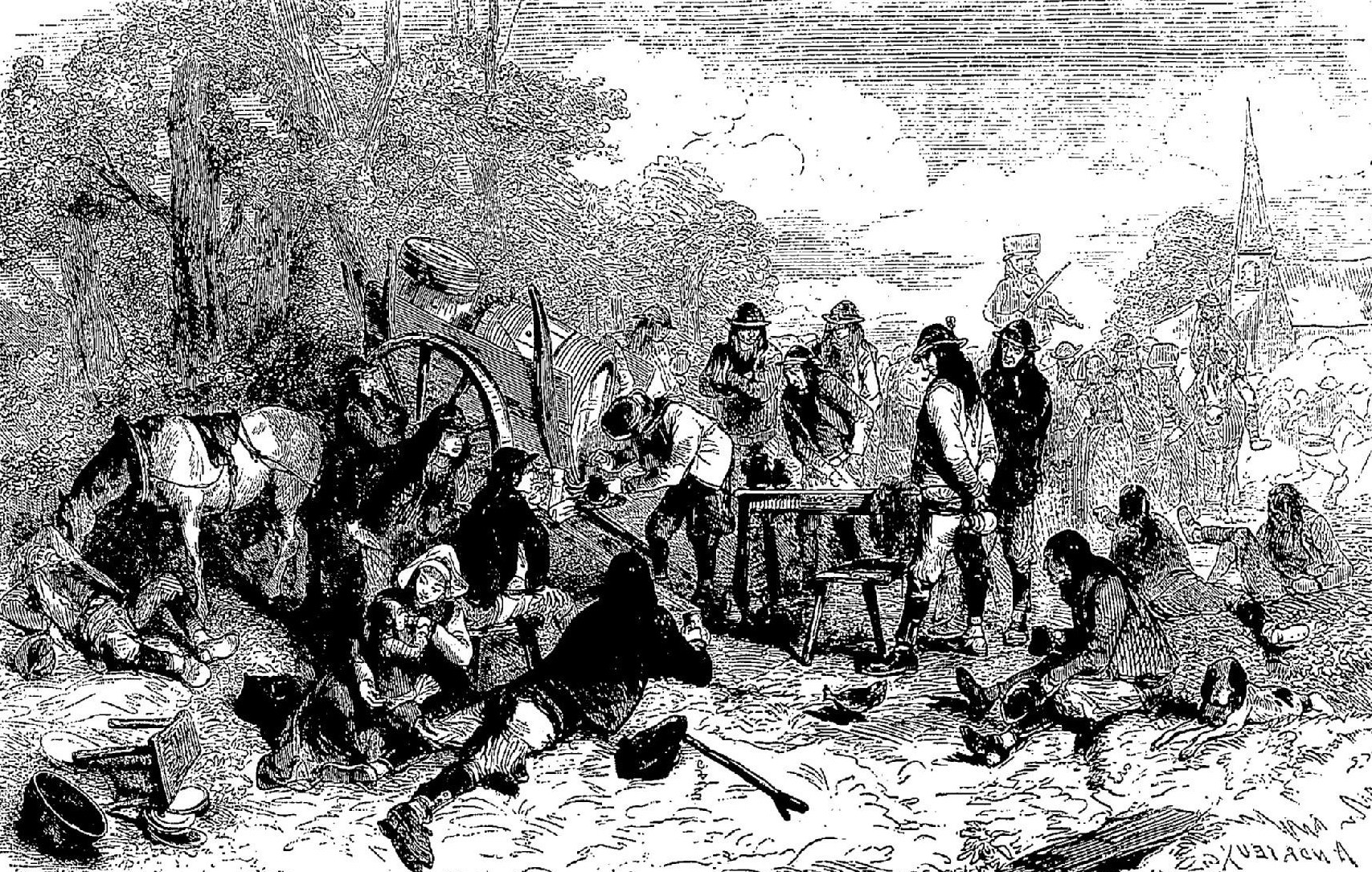
Les beuveries lors d'un pardon breton.

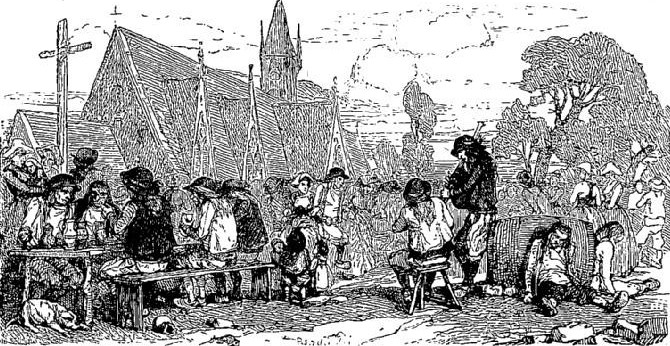
Pardon breton vers 1876 (dessin de Penguilly).

En 1897, Charles Le Goffic analyse en ces termes la fréquence de l'ivresse lors des pardons : « Le caractère du pardon, c'est qu'il est d'abord une fête religieuse. On y vient par dévotion, pour se racheter d'un péché, quémander une grâce ou gagner des indulgences. La grand'messe, les vêpres, la procession, le salut et les visites au cimetière prennent les trois-quarts de la journée ; le reste est pour l'eau-de-vie. Mais l'ivresse même a quelque chose de grave et de religieux chez ces hommes ; elle prolonge leur rêve intérieur et l'élargit jusqu'au mystère. Les soirs de "pardon", en Bretagne, sont aussi les soirs d'évocations et de rencontres surnaturelles. Dans l'alanguissement des premières ombres, sur cette terre baignée de tristesse, il se lève des talus et des landes une impalpable poussière d'âmes, les "anaon", les étranges revenants du passé. Leur murmure berce la démarche titubante des pèlerins ; ils l'entendent dans le bruit des feuilles et, machinalement leurs lèvres molles achèvent dans une éructation le Pater interrompu. Cet idéalisme orgiaque n'est pas ce qui étonne le moins les étrangers qui assistent à un "pardon". J'en ai vu qui détournaient la tête avec dégoût. Mais c'était les mêmes qui souriaient au passage de la procession à l'air de gravité recueillie dont ces pauvres gens accompagnaient la croix paroissiale. Comment auraient-ils pu distinguer entre  l'ivresse ordinaire et l'espèce de trouble qui fermente, à certaines heures, dans ces cerveaux en mal d'infini ? ».
Laurent Tailhade a écrit : « Ici, la foi cohabite avec la pochardise. (…). Des groupes d'ivrognes étançonnés l'un à l'autre (…). Les voitures du pays : chars à bancs, jardinières, tape-culs, au triple galop de leurs bêtes chargées d'avoine, emportent vers le Pardon un chargement effroyable de chrétiens avinés ».
L'honneur de porter la croix de procession ouvrant le cortège fait que certaines personnes se livrent à des exploits « sportifs » pour l'obtenir.

### Les pardons, fête laïque

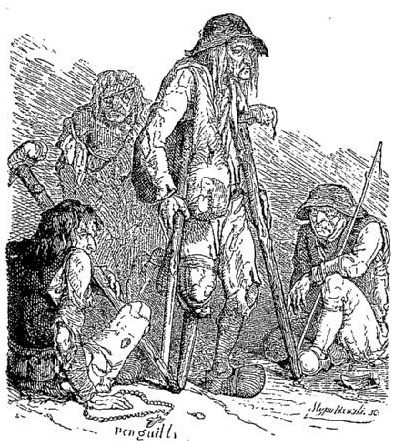
Mendiants bretons vers 1854 (dessin de Penguilly).

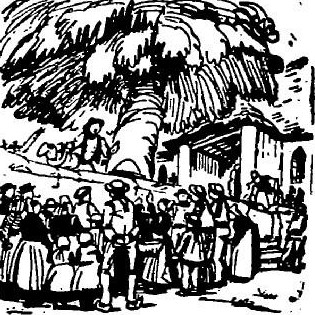
Bonimenteurs lors d'un pardon (dessin de 1935).

Le journal Ouest-Éclair écrit dans sa description du pardon de Saint-Herbot en 1906 : « Les touzerien-bleo ou "tondeurs de cheveux" ont fait une bonne récolte au pardon de Saint-Herbot. Les jeunes filles de Plonévez, de Collorec et de Plouyé affluaient dans leurs boutiques pour y troquer le voile naturel de leur tête contre quelque mouchoir ou foulard de couleur voyante ou autre menu colifichet ».

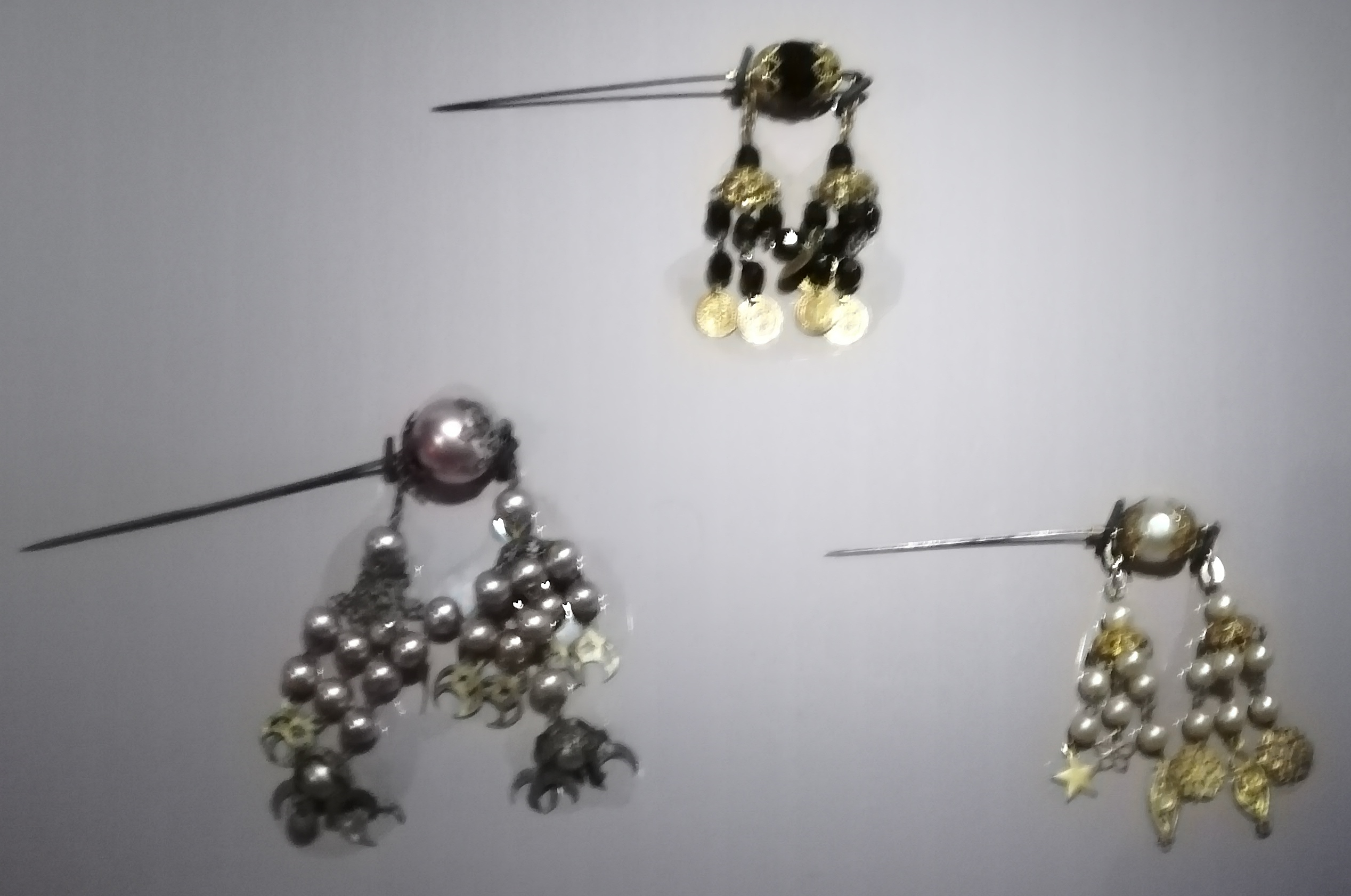
Épingles de pardon (musée départemental breton).

## Principaux pardons
Certains d'entre eux se déroulent à l'occasion de fêtes religieuses, comme l'Assomption, le 15 août, par exemple à La Clarté en Perros-Guirec ou à l'abbaye du Relec en Plounéour-Ménez. Les pardons dédiés à la sainte Mère de Dieu sont d'ailleurs les plus nombreux, suivis par ceux de sa propre mère, sainte Anne (Sainte-Anne-la-Palud, Sainte-Anne-d'Auray), patronne de la Bretagne. Cependant la plupart honorent des saints locaux en raison de leur capacité à soigner ou à protéger telle ou telle catégorie de personnes ou d'activités : pardon de saint Gildas, dit des chevaux, au début du mois de juin, dans le Trégor, ou de saint Guirec pour les filles à marier, pardon du saint patron de chaque paroisse, pardon de la mer pour les marins, etc.

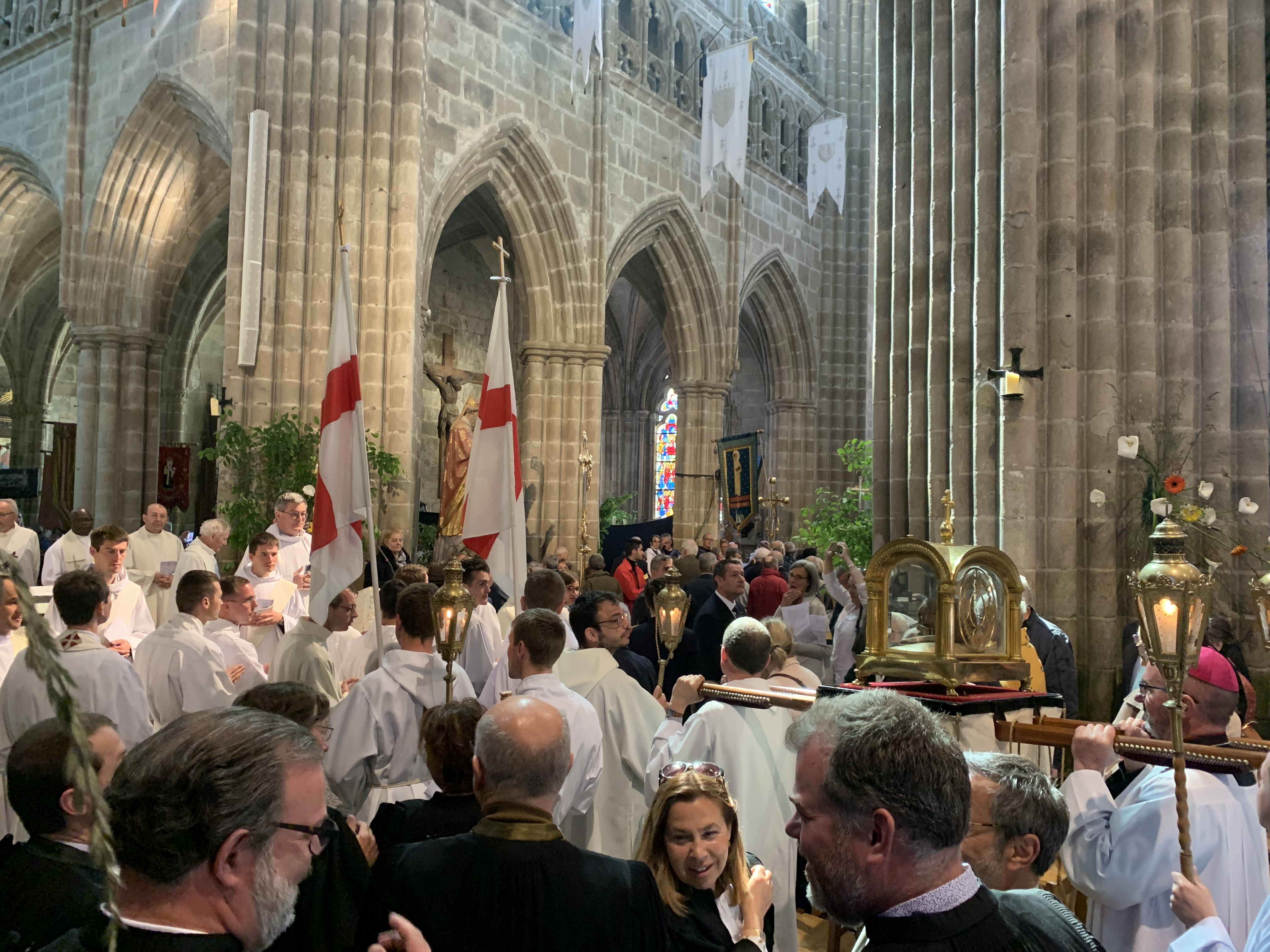
Pardon de Saint-Yves à Tréguier en 2023. Le chef du saint s'apprête à sortir de la cathédrale pour rejoindre la procession vers le Minihy-Tréguier.

Le pardon de saint Yves, à Tréguier, honore, quant à lui, le patron de toutes les professions juridiques : son rayonnement est aujourd'hui international puisque des milliers de pèlerins, officiels ou anonymes, affluant de tous les pays du monde, processionnent avec humilité et ferveur de son tombeau, érigé dans la cathédrale, à la paroisse de son lieu de naissance, en tenues d'avocats, de magistrats, d'évêques, d'universitaires, de membres de confréries… ou en simples croyants.
Comme exemple de pardons singuliers, on peut citer le pardon au beurre de Spézet (autrefois se pratiquait la quête du beurre dans de nombreuses paroisses du centre de la Bretagne comme Langonnet ou Saint-Herbot où subsiste une "fête du beurre") ou le pardon des motards à Porcaro.

### Troménies
Les troménies de Locronan et de Landeleau sont caractérisés entre autres par des processions de longueur particulièrement importante. D'autres troménies comme celle de saint Goueznou à Gouesnou et de saint Thudon à Guipavas ou celle de saint Conogan dans la paroisse désormais disparue de Beuzit-Conogan étaient également très fréquentées.

## Dans la culture

### Culture bretonne et tourisme
Les pardons permettent de sauvegarder la culture bretonne, en particulier les messes et cantiques en breton.
La présence des pardons dans la culture de Bretagne fait l'objet d'un inventaire participatif par l’association Bretagne Culture Diversité, et ont été inscrits en 2020 à l'inventaire national du patrimoine culturel immatériel en France ,, un premier pas vers une inscription au patrimoine culturel immatériel de l'UNESCO.
Les pardons sont un attrait pour le tourisme local, les personnes y venant étant attirées par la randonnée, le site patrimonial ou pour assister à la cérémonie.

### Dans la peinture
Le thème des pardons est assez présent dans la peinture bretonne des XIXe et XXe siècles.

Quelques peintures de pardons bretons
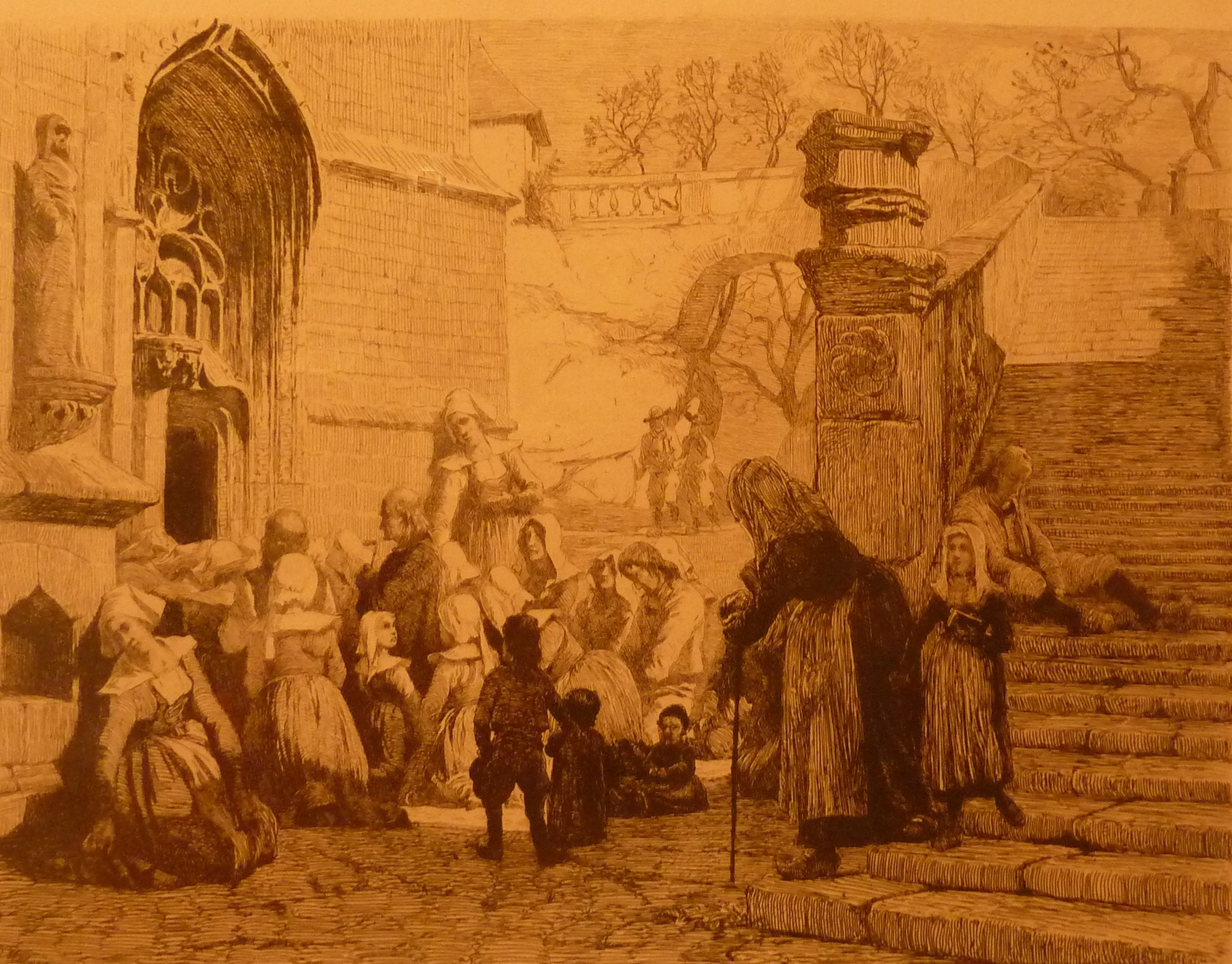
Otto Weber : Pardon breton près Le Faouët (1864, eau-forte, musée du Faouët).
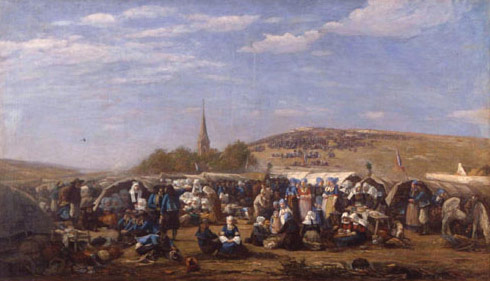
Le pardon de Sainte-Anne-la-Palud vers 1858 (Eugène Boudin).
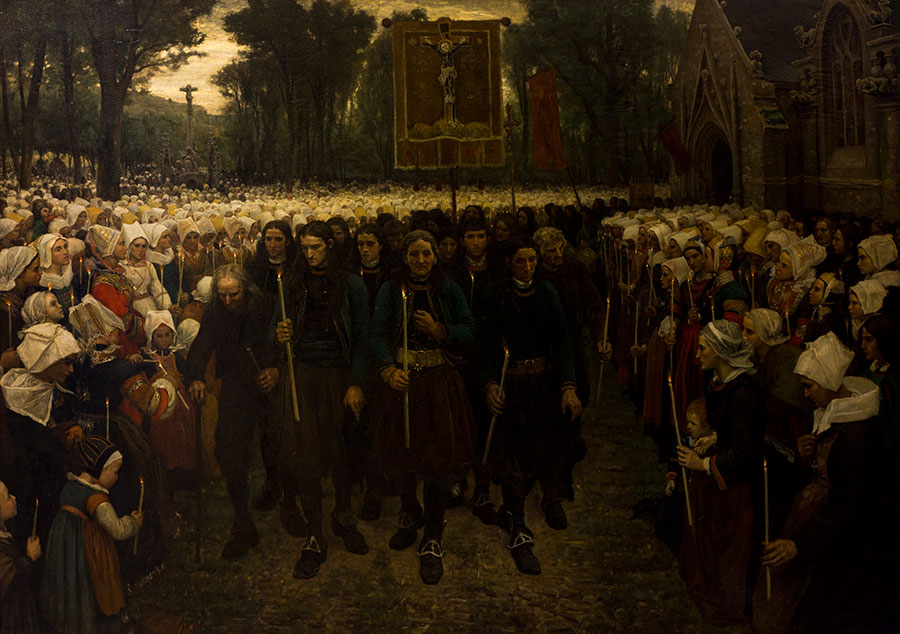
Procession lors d'un pardon en Bretagne en 1869 (Jules Breton).
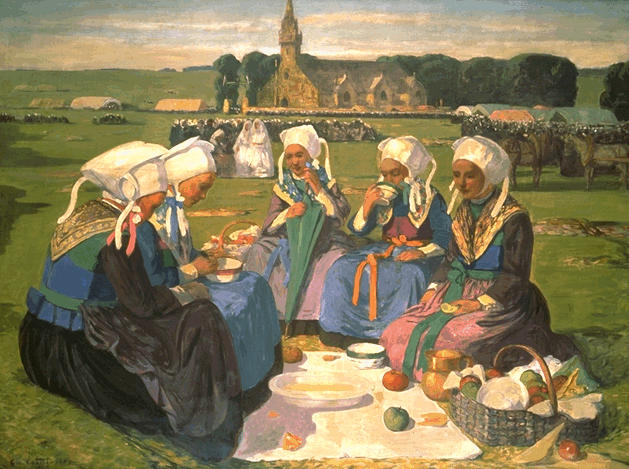
Femmes de Plougastel au Pardon de Sainte-Anne-La-Palud (Charles Cottet).
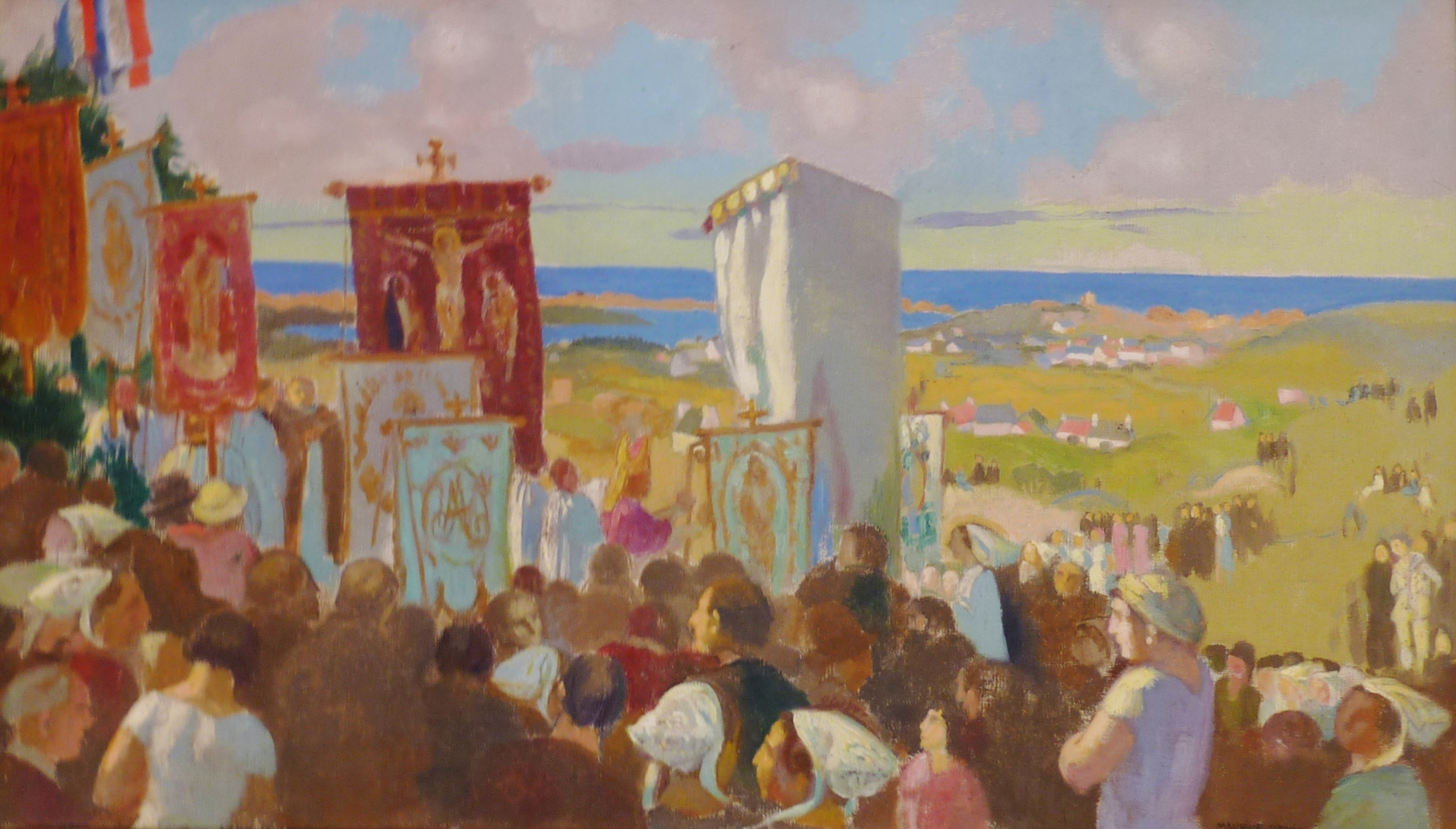
Pardon de Notre-Dame de la Clarté, Maurice Denis, 1926.
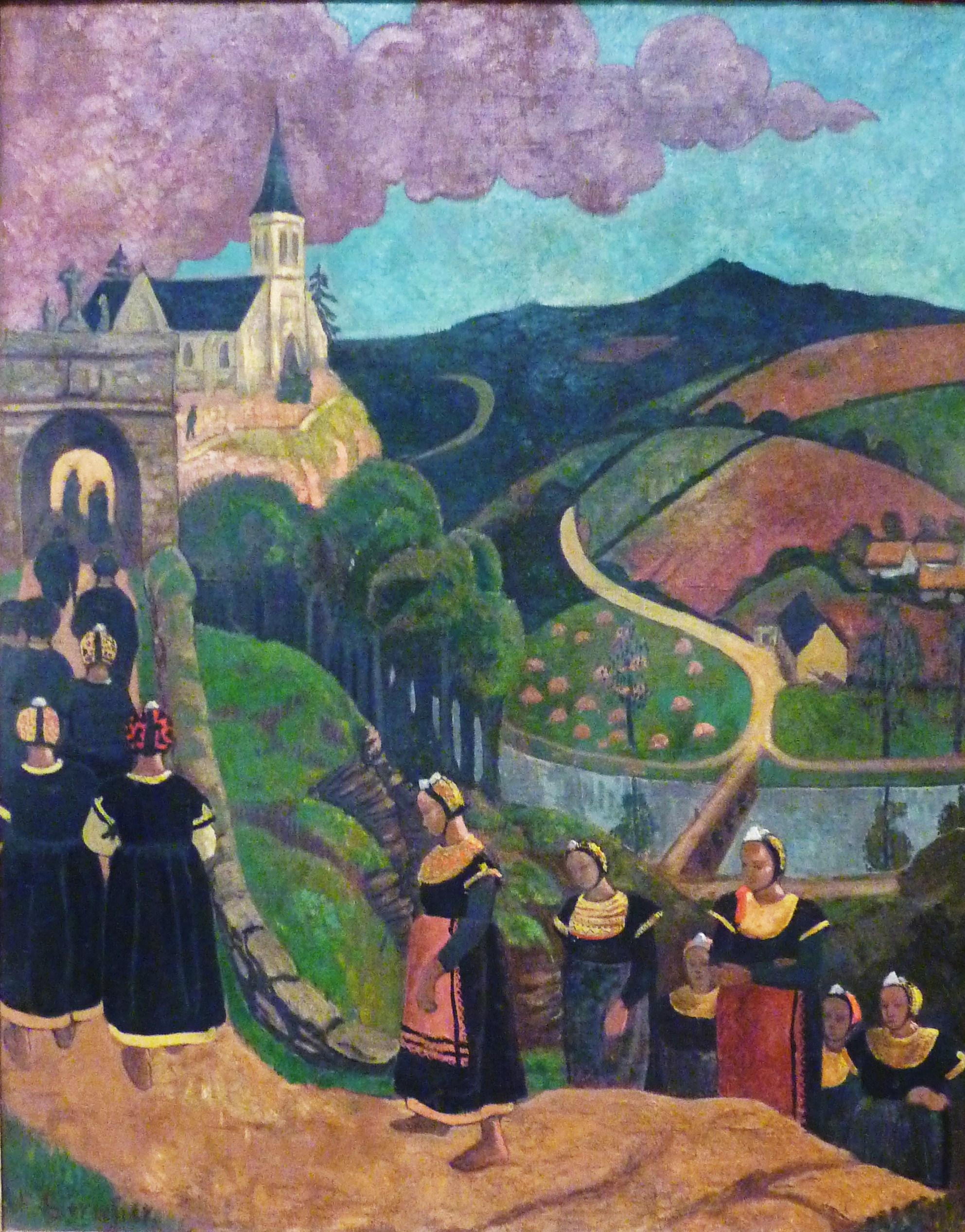
Paul Sérusier, Le Pardon de Notre-Dame-des-Portes à Châteauneuf-du-Faou, vers 1894

### Contes et légendes
- Au pays des pardons publié en 1894 par Anatole Le Braz, récit de quatre pardons : Saint-Yves, le pardon des pauvres (Tréguier) ; Rumengol, le pardon des chanteurs (Rumengol) ; La Troménie de saint Ronan (Locronan), le pardon de la montagne ; Sainte-Anne de la Palude, le pardon de la mer (Sainte-Anne-la-Palud)[39].